# Otalżyno (jezioro)
Otalżyno (kaszb. Jezoro Òtalżińsczé) – jezioro przepływowe moreny dennej w Polsce położone na wschód od Łebieńskiej Huty w województwie pomorskim, w powiecie wejherowskim, w gminie Szemud, na północnym krańcu Pojezierza Kaszubskiego. Poprzez wąską strugę wodną połączone z akwenami jezior Otalżynko i Wycztok.
Ogólna powierzchnia: 79,6 ha, maksymalna głębokość 5 m.